# 威廉·埃弗里
威廉·埃弗里（英語：William Avery，1979年8月8日—），美国NBA联盟前职业篮球运动员。他在1999年的NBA选秀中第1轮第14顺位被明尼苏达森林狼选中。